# Tríptico Donne
O Tríptico Donne (ou Retábulo Donne) é um tríptico com dobradiças do pintor flamengo Hans Memling. Consiste em cinco pinturas em painel: um painel central e duas alas duplas laterais. Foi pintado para Sir John Donne, provavelmente entre finais da década de 1470 ou inícios da de 1480, e faz parte da colecção permanente da National Gallery em Londres, com os painéis ainda nas suas molduras originais.
Não se sabe quando Donne encomendou o trabalho. Os historiadores de arte pensam que terá sido pintado no início dos anos 1480, pela mesma altura em que Memling pintou o Casamento Místico de de Santa Catarina, actualmente em Nova Iorque, no Metropolitan Museum of Art. Outra alternativa à data da pintura é por volta do finals dos anos 1470, quando o artista terminou o semelhante Retábulo de São João, ou poderá ter sido um precursor deste retábulo.
O patrono, Sir John Donne, era um diplomata galês da Casa de York que visitou Bruges pelo menos uma vez, em 1468, para estar presente no casamento de Carlos, Duque da Borgonha com Margarida de York; não se sabe como conheceu Memling, e quando encomendou o tríptico.